# Dedham (Massachusetts)
Dedham is een plaats (town) in Massachusetts, Verenigde Staten. Dedham is de hoofdplaats van Norfolk County. In 2007 had de plaats een inwonertal van 24.132.
De controversiële rechtszaak tegen Sacco en Vanzetti vond plaats in 1921 in het gerechtsgebouw van Dedham.

## Bekende inwoners
- J.D. Salinger, schrijver
- Louisa May Alcott, schrijver
- Connie Hines, actrice
- John Lothrop Motley, historicus en ambassadeur in Engeland en Oostenrijk